# Au revoir (film, 2011)
Pour les articles homonymes, voir Au revoir.
Pour plus de détails, voir Fiche technique et Distribution.
Au revoir (به امید دیدار, Bé Omid é Didar) est un film iranien réalisé par Mohammad Rasoulof et sorti en 2011.
Le film a été présenté dans la section Un Certain regard au Festival de Cannes 2011 et il y a remporté le Prix de la mise en scène de cette section.

## Synopsis
Une avocate iranienne, traquée et privée du droit d'exercer, vit en recluse. Son mari, journaliste et opposant au régime islamiste, se cache dans le sud du pays. Contre une forte somme d'argent, ils tentent de fuir à l'étranger. Une agence de voyages prépare leur départ sous le couvert « légal » d'un accouchement difficile...

## Fiche technique
- Titre du film : Au revoir
- Titre original : به امید دیدار, Bé Omid é Didar
- Réalisation et scénario : Mohammad Rasoulof
- Photographie : Arastoo Givi
- Montage : Mohammad Reza Muini
- Mixage son : Hussein Mahdavi
- Production : Shargh Tamasha Media
- Pays d'origine :  Iran
- Langue : persan
- Format : Couleur - 2,35:1
- Genre : Film dramatique
- Durée : 100 min.
- Dates de sortie :
  -  France : 14 mai 2011 (Festival de Cannes 2011), 7 septembre 2011 (sortie nationale)

## Distribution
- Leyla Zareh : Noura
- Hassan Pourchirazi
- Benhame Tashakor
- Sima Tirandaz
- Roya Teymorian

## Sortie

### Accueil critique
L'accueil critique est positif : le site Allociné recense une moyenne des critiques presse de 3,6/5, et des critiques spectateurs à 3,2/5. 

## Distinctions

### Récompense
- Festival de Cannes 2011 : Prix de la mise en scène de la section Un Certain regard.

### Sélection
- Festival international du film de Toronto 2011 : section Contemporary World Cinema.

## Autour du film
Avant le tournage d’Au revoir, Mohammad Rasoulof a été arrêté, en compagnie de son confrère Jafar Panahi, par les autorités iraniennes pour « actes de propagande hostile ». Les deux cinéastes avaient filmé la manifestation de protestation lors de l'élection présidentielle de 2009. Condamné à six ans de prison et vingt ans d'interdiction de filmer, puis placé en résidence surveillée, tout comme Jafar Panahi, Mohammad Rasoulof a envoyé clandestinement son film au Festival de Cannes sans pouvoir assister à sa projection.